# Mukalla (huyện)
Huyện Al Mukalla là một huyện thuộc tỉnh Hadramawt, Yemen. Đến thời điểm năm 2003, huyện này có dân số 16748 người